# Amerikai tulipánfa

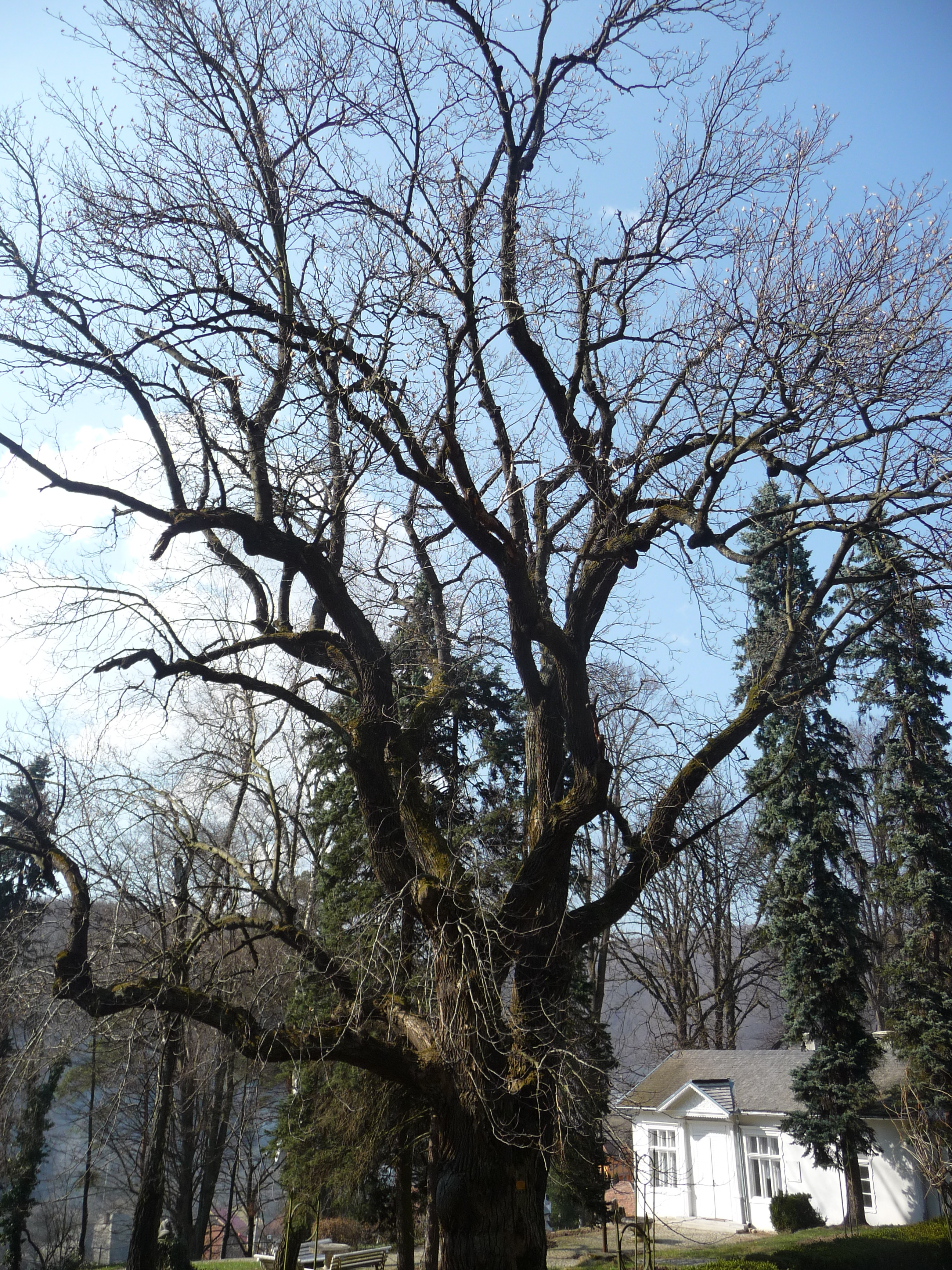
180 éves példány a csucsai kastély kertjében

Az amerikai tulipánfa (Liriodendron tulipifera) a liliomfa-virágúak (Magnoliales) rendjébe tartozó dísznövény. Nevét líra alakú leveleiről és tulipánra emlékeztető virágjáról kapta. Gyakorta nevezik helytelenül liliomfának, pedig nem tartozik a liliomfák (Magnolia) nemzetségébe, és azoktól eltérően nem virágaival, hanem dús lombjával díszíti a kerteket. A mindössze két fajt tartalmazó Liriodendron nemzetség másik faja a kínai tulipánfa (Liriodendron chinense).

## Előfordulása

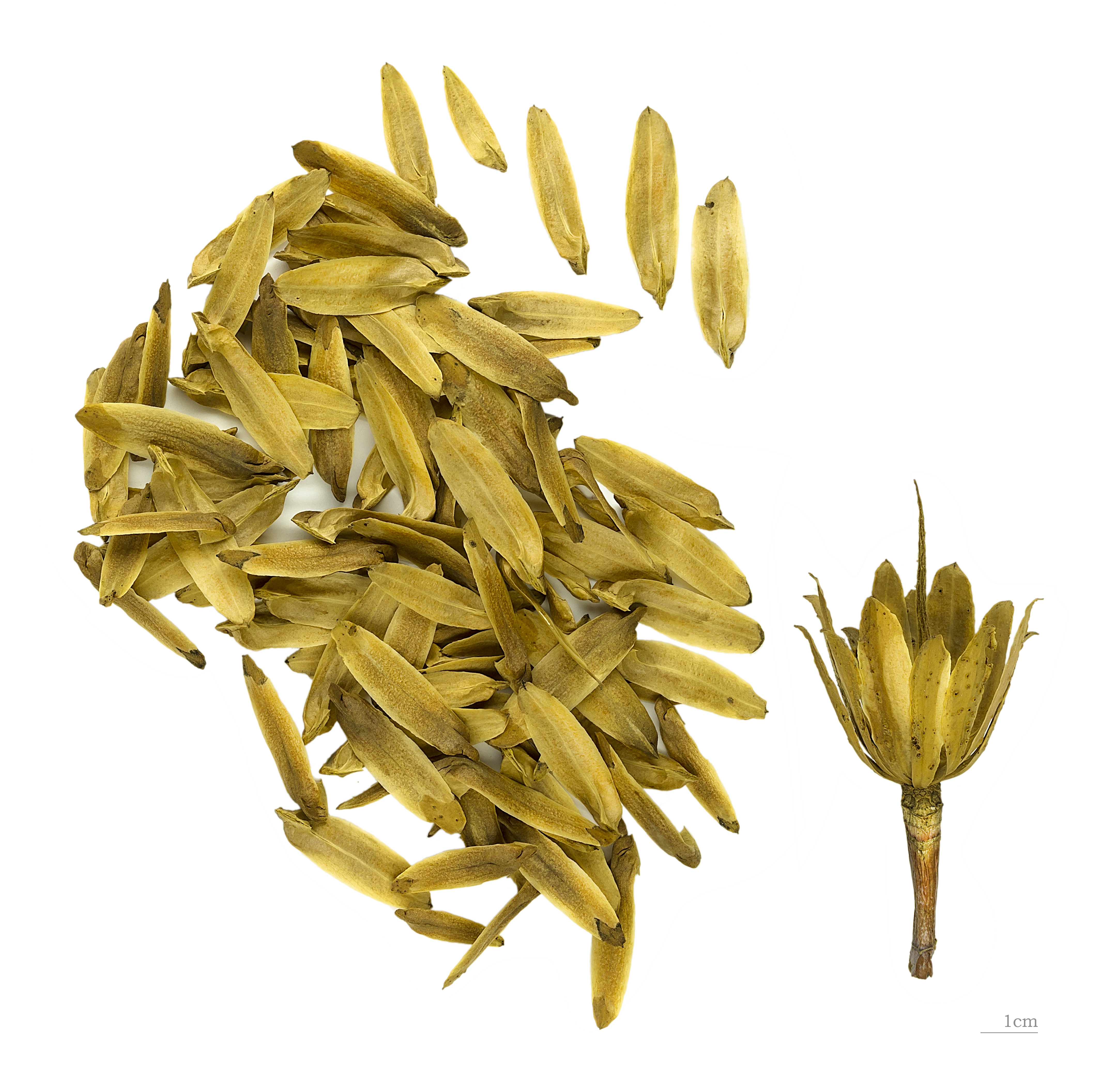
Liriodendron tulipifera

Eredeti élőhelye Észak-Amerika keleti része. Indiana, Kentucky és Tennessee állam hivatalos fája, a floridai babérlombú erdők egyik meghatározó növénye. Elsősorban az Egyesült Államok erdészeteiben erőteljesen telepítik, de egy kísérleti telepítése a Rába árterén, Ivánc mellett is van. Bár jó haszonfa, Magyarországon inkább nagy díszértéke miatt kedvelik. Több évszázados, óriási példányait a világ számos arborétumában megtalálhatjuk.

## Jellemzői
Erőteljesen, terebélyesre növekedő, lombhullató fa. Őshazájában magassága megközelítheti a 60 métert, törzsének átmérője elérheti a 3 métert; Európában ültetett példányai többnyire 9–25 m magasra nőnek. A fiatalabb fák lombozata szabályosan kúpos, az idősebbeké felül szabálytalanul kiszélesedik. Kérge szürke, hosszant repedezett.
Gyökerei húsosak, sérülékenyek.
Lúdtalp, mások szerint tulipán alakú levelei ősszel sárga, aranysárga árnyalatokra színeződnek. Levele 12–20 cm hosszú, levélszára 7–10 cm-es. A levelek hosszú nyele miatt folyton rezgő leveleivel a fa a kert látványos színfoltja.
Fájának külső része tört fehér, belső része halvány zöld, vékony sötét csíkozással.

### Virága, termése
5-8 centiméteres, tulipán alakú, zöldesfehér vagy sárgás színű virágainak torkában narancspiros a rajzolat. A kétivarú virágok sok nektárt termelnek. Mivel zömük a fák magasabb ágain nyílik, nem feltűnőek. Termése hegyes kúp alakú, tobozszerű aszmagcsokor. Terméseiben sok magot érlel, és ezeket a szél a fa magasságának 4–5-szörösére is elsodorhatja.

## Életmódja, tartása
Napos fekvést, vízzel jól ellátott talajt igényel, kedveli a tápanyagban gazdag, enyhén savas környezetet. Az átültetésre érzékeny.
Virágai nyáron, a teljes kilombosodás után nyílnak. Az érett termés ősszel pikkelyenként hullik a földre; egy része télen is az ágon maradhat. Magjai 4–7 éven át életképesek.
A fiatal fák tövét megrághatják a nyulak, továbbá a vadszőlő ránőve elpusztíthatja az egyedeket.

## Felhasználása
Gyors növekedése és értékes (puha, könnyű, jól megmunkálható) fája miatt népszerű ipari fa. A magvakat több madár és rágcsáló is  szívesen fogyasztja.

## Változatai
- ‘Ardis’ és ‘Compactum’: kisebb méretű változatok, kisebb levelekkel;
- ‘Aureomarginatum’: leveleinek külső fele halvány zöld színezetű, míg belső része az eredeti erős zöld színű; ez a legelterjedtebb variáns.
- ‘Mediopictum’ vagy ‘Aureopictum’: leveleinek közepe sárga színű;
- ‘Fastigiatum’: lombozata magas, keskeny alakú;
- ‘Integrifolium’: leveleleinek alsó széle jelentősen szélesebb, így majdnem háromszög alakúak.